# Cylisticus uncinatus
Cylisticus uncinatus is een pissebed uit de familie Cylisticidae. De wetenschappelijke naam van de soort is voor het eerst geldig gepubliceerd in 1996 door Taiti & Ferrara.